# Xウイング

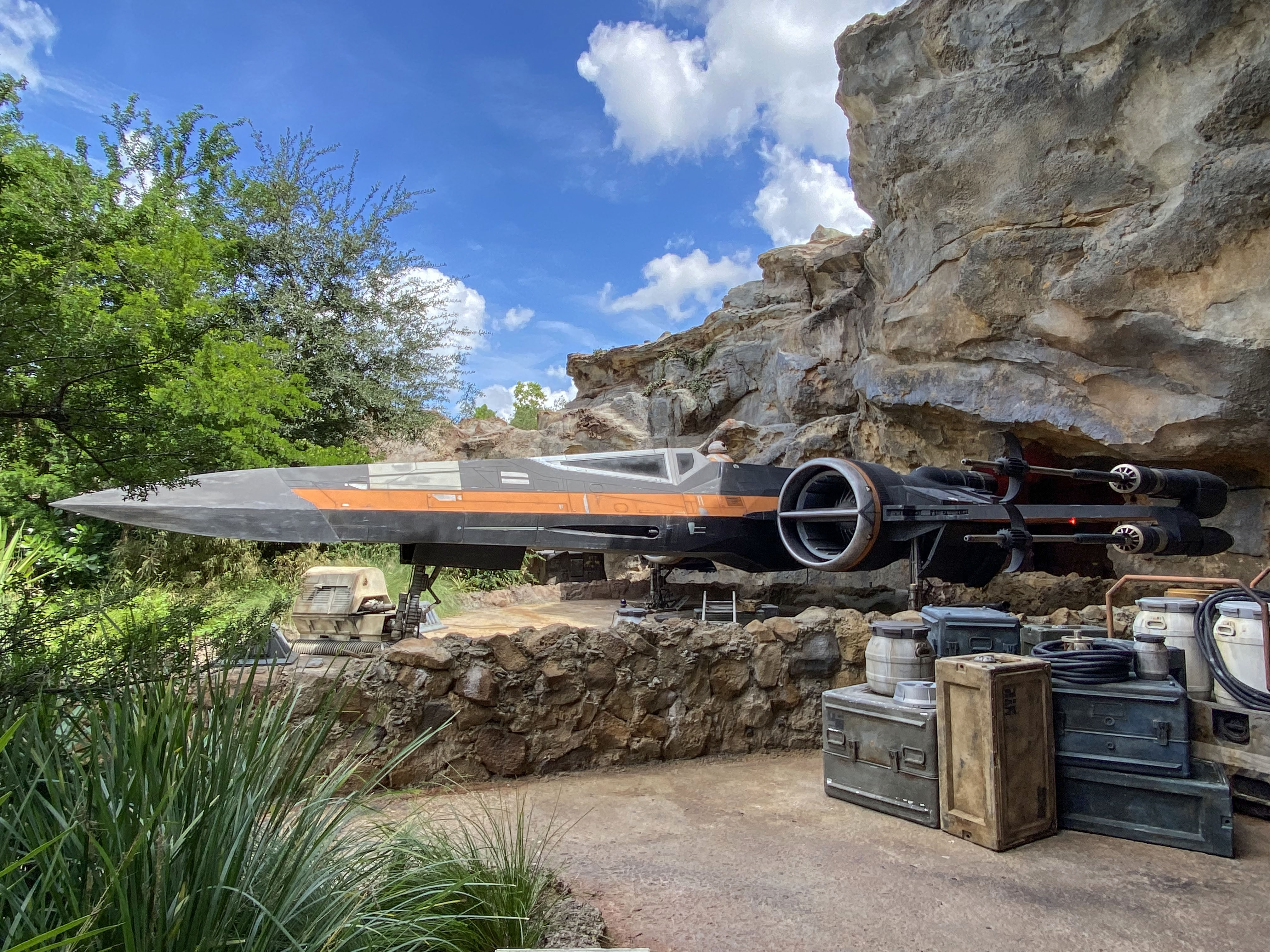
ウォルト・ディズニー・ワールド・リゾートにあるT-70 Xウイングの舞台セット

Xウイング（エックス - 、X-Wing）は映画『スター・ウォーズシリーズ』に登場する架空の戦闘機である。
Xウィングは、インコム社が製造したスターファイターの代表的なシリーズで、胴体から伸びるsフォイルと呼ばれる特徴的な「X」字型の4枚の翼を持つ。これらのスターファイターは反乱同盟軍、新共和国、銀河連合そしてニュージェダイオーダーで使用された。Xウィングは元々帝国向けに製造されたが、インコム社の開発チーム全員が試作機を持って反乱軍に亡命したため、契約は終了した。

## 諸元
T-65Bの諸元について。
- 全長:12.5メートル
- 全幅:10.5メートル
- 速度:加速度3,700G、大気圏内1,050km/h、100MGLT、1.0HCR
- 操縦要員:パイロット1名、アストロメクドロイド1体

## 概要
銀河内乱時、主に反乱同盟軍によって使用された戦闘機。その中でもSフォイルと呼ばれる可変翼の展開時に翼がX状となるものがXウイングと呼ばれた。速度と火力のバランスに優れ、4つのレーザー砲と2つのプロトン魚雷発射管を備えており、敏捷なエンジンはドッグファイト中での切れのある動きを可能にしていた。また、Xウイングはハイパードライブを備えており、アストロメク・ドロイドの力を借りれば長距離な移動も可能であった。
『ローグ・ワン』では、ブルー中隊とレッド中隊が駆る戦闘機として登場。ブルー中隊の一部はスカリフのシールド・ゲートを突破し地上部隊の援護を行った。

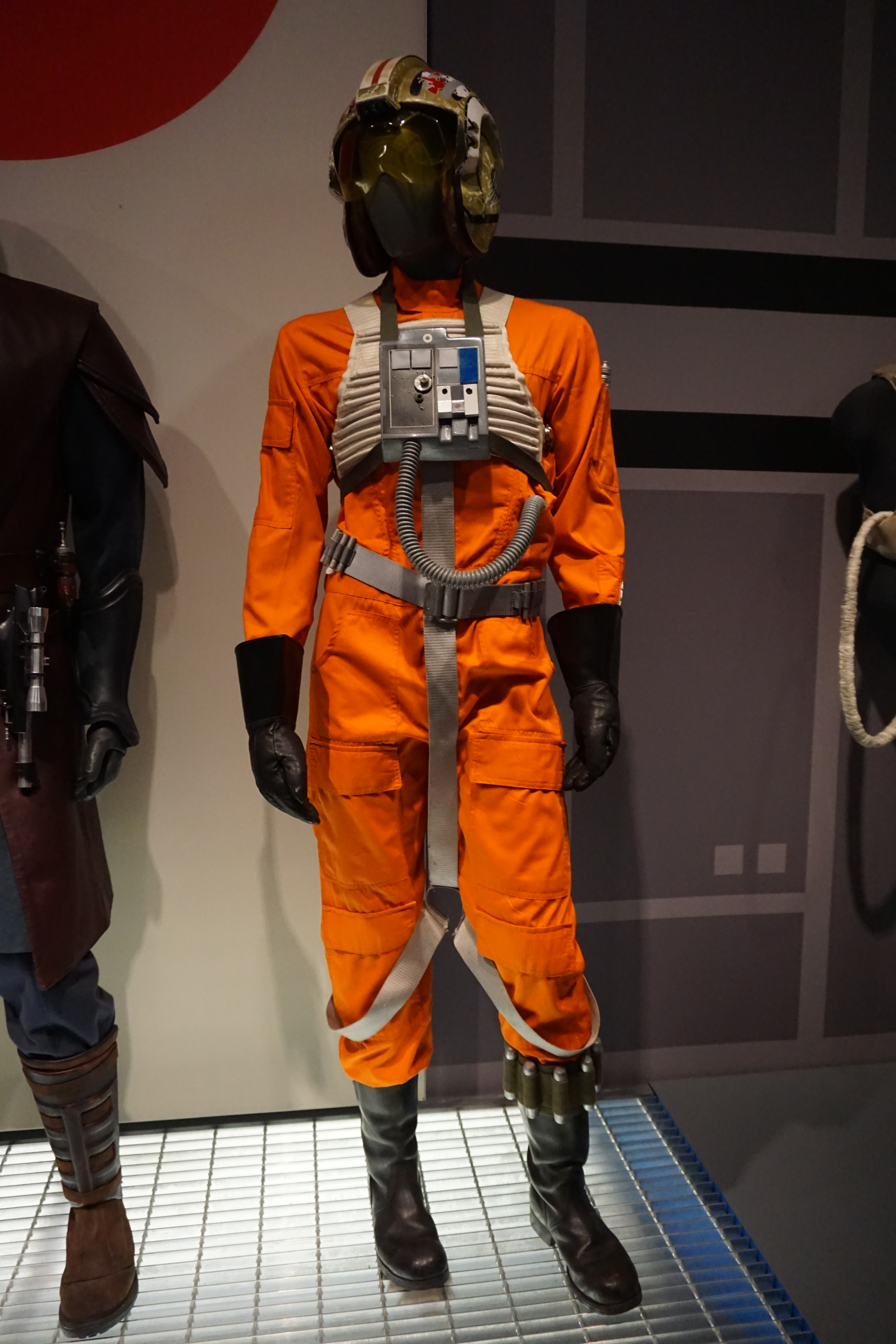
『エピソードIV』でのルーク・スカイウォーカーのパイロットスーツ

『エピソードIV』では、ヤヴィンの戦いにおいてルーク・スカイウォーカーなどレッド中隊のパイロットがこれに搭乗し、二機だけが生き残りながらも帝国軍の初代デス・スターの破壊に成功する。
『エピソードV』では、ホスから脱出する同盟軍輸送船の護衛として使用されており、ルークなどの一部反乱軍兵士はこれに搭乗して脱出している。
『エピソードVI』では、エンドアの戦いにてウェッジ・アンティリーズなど多くのパイロットに使用され、デス・スター破壊に貢献する。
エンドアの戦いの30年後でもXウイングは新共和国艦隊に使用されており、レジスタンスの戦闘機は殆どがXウイングの型落ち品を改良したmoのであった。
ゲーム作品『スター・ウォーズ 出撃! ローグ中隊』と、そのシリーズ作品である『スター・ウォーズ ローグ スコードロン II』・『III』にも登場。

## バリエーション
カノンに登場しているもののみを記載する。

### T-65B Xウイング・ファイター

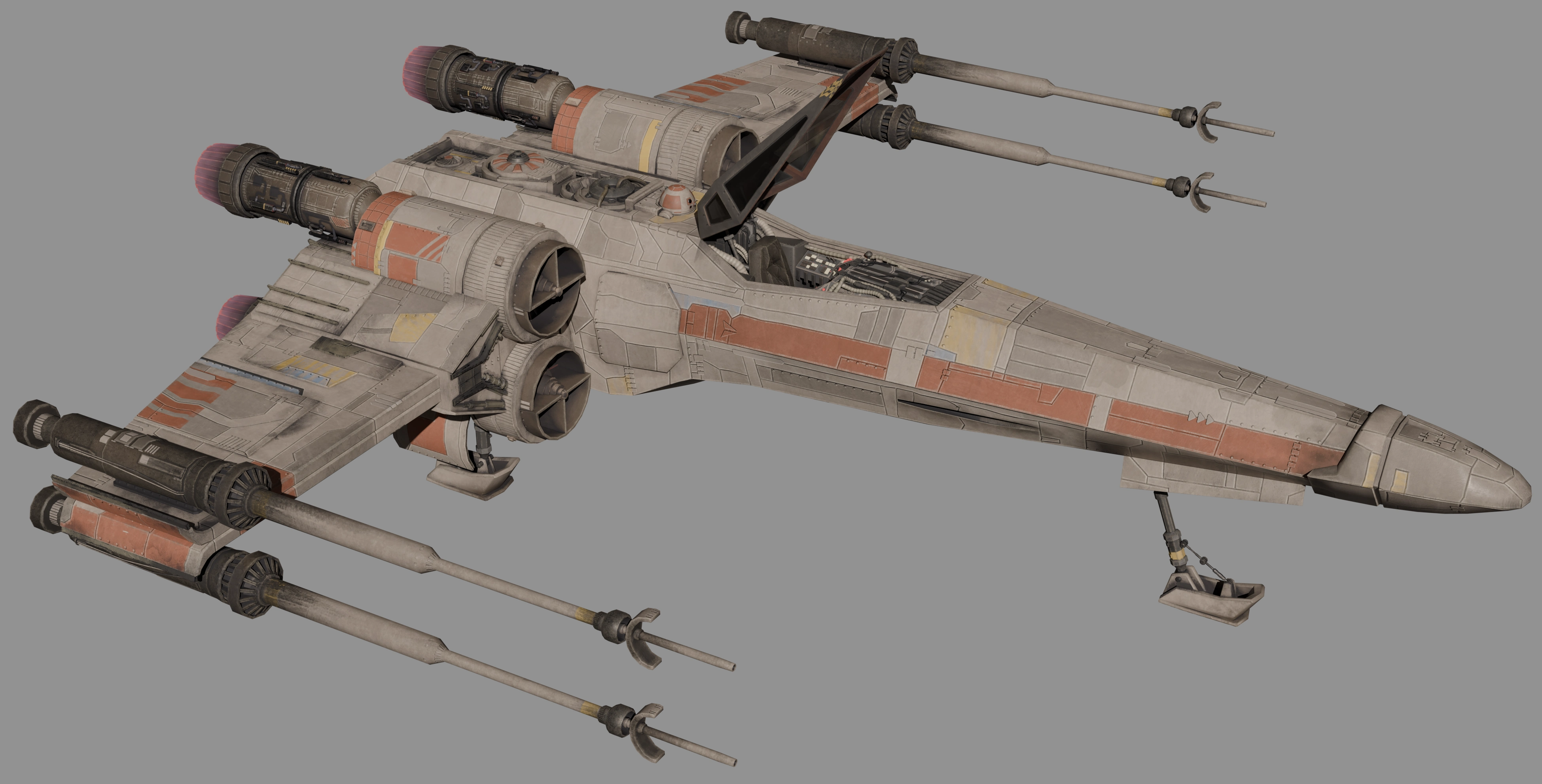
T-65B Xウイングの3Dイメージ

インコム社製。旧三部作に登場したXウイングはほぼ全てがこの型である。初期反乱運動では、ロザル攻撃、イードゥーの任務、スカリフの戦いなどに参加し、銀河内乱が始まって間もなく、ヤヴィンの戦いでルーク・スカイウォーカーがX-ウィングで初代デス・スターを破壊するという功績を得て、以降、反乱同盟軍のスターファイター隊の象徴的存在になる。

### T-65C-A2 Xウイング・ファイター
「T-65C-A2 スペース・スペリオリティ・ファイター」とも。インコム社製。『ローグ・ワン』で初登場。

### T-70 Xウイング・ファイター

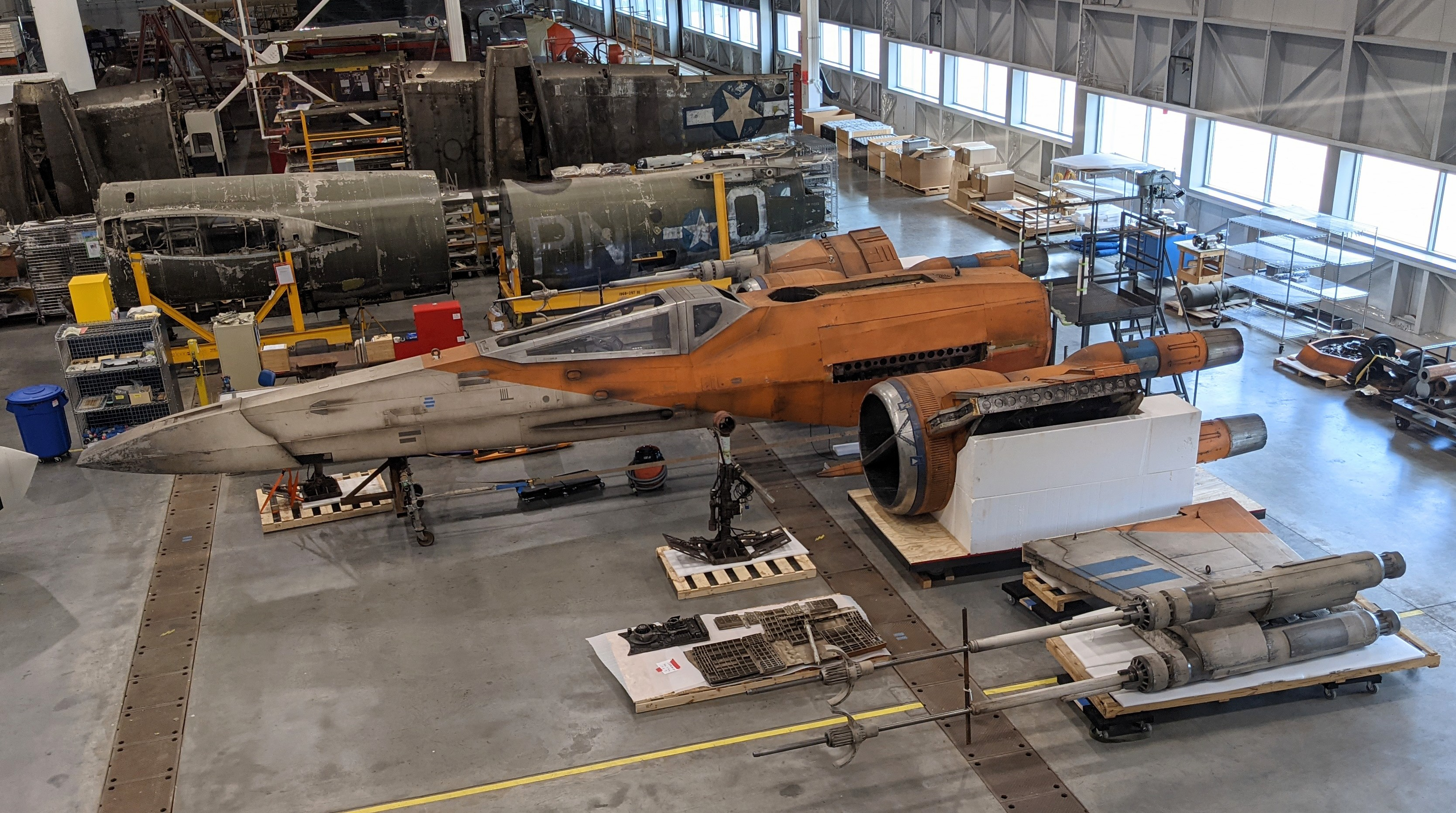
スミソニアン国立航空宇宙博物館スティーブン F. ユードバー＝ヘイジー・センターが管理するT-70 Xウイング ポー・ダメロン乗機の機体セット

『フォースの覚醒』でレジスタンスが使用する後継機。インコム＝フレイテック社製。T-65に比べエンジンが改良されており、より多様なアストロメク・ドロイドが搭載出来る可変式ソケットが取り付けられていた。モジュール式の二次兵器ポッドを備え、プロトン魚雷発射管を別の兵器にしたり、追加レーザー砲を取り付けることも可能だった。
ポー・ダメロンが『フォースの覚醒』『最後のジェダイ』で搭乗するXウイング（通称「ブラック・ワン」）は黒色のレーダーを散らすフェロスフィア・ペイントでコーティングされておりステルス性が高められたが、機体の色はとくに明るい場所では非常に目立った。『最後のジェダイ』劇中でこの機体が破壊された後『スカイウォーカーの夜明け』では、ポーは黒塗りの機体ではなく、ベースカラーが白で通常色に近い機体を使用している。

### T-85 Xウイング
新共和国によって使用されていたXウイング。インコム＝フレイテック社製。ポー・ダメロンは新共和国防衛艦隊に所属していた時、この船種を使用していた。

## レジェンズにおける作中の設定
Xウイングは反乱同盟軍に於いてあらゆる任務に使用可能なマルチロール機（多用途戦闘機）であり、本機を運用した部隊としてローグ中隊が有名である。
元々、Xウイングは銀河帝国の新型制式戦闘機として開発が進められていた。しかし帝国軍情報部から、開発元であったインコム社の開発チームの中に反乱同盟軍のシンパがいるという疑いを掛けられ、メンバーはこの開発プロジェクトから解任された。彼らには厳しい尋問が行われていたが、それを察知した同盟軍が設計図及び2機の試作機と共に彼らを救出した。社内に残っていたXウイングのデータは全て破棄されたとされている。
Xウイングの最大の特徴は機体後部の4枚の主翼、Sフォイル（Strike foils/Stability foils）である。着陸時や駐機時には、このSフォイルを両側の同一平面上に閉じた状態で固定しているが、戦闘時にはそれを（機体軸線方向から見て）X状に開いた「戦闘ポジション」に固定して飛行する（これがXウイングという呼称の由来である）。またSフォイルを展開することにより内側のラジエーターから放熱することが出来、それに加えて機体自体の表面積の増加により、非常に効率的な冷却が可能になっている（初期型では非展開時は放熱能力が不足するためレーザー・キャノンの発射を不可能にする安全機構が設けられていた）。そして、4枚のSフォイルの先端には4基のテイム＆バック社製KX9レーザー・キャノンが搭載されており、このレーザー・キャノンは角度にして数度ではあるが捕捉した敵機にその砲口を固定することが可能である。さらにSフォイルを戦闘ポジションに展開することで射界が格段に拡大したため、TIEファイターなどの小型戦闘機に対しても高い命中率を誇った。
コクピットは機体のほぼ真ん中に配置されており、パイロットは一名であるが後ろのドロイド・ソケットにR2シリーズとR4シリーズのアストロメク・ドロイドを搭載することが可能である（これ以外は接続出来ない）。搭載されたドロイドは主な役割であるハイパースペースジャンプの座標計算の他、自動操縦、戦闘中のレーザー砲・偏向シールド・推進エンジンへのパワー供給量の調整等を担当し、自身の作業アームの届く範囲での応急修理も行う。また本機は操縦が非常に簡単であり、同じインコム機で、アウター・リムの若者を中心に非常に広く浸透している大気圏内機、T-16スカイホッパーと操縦方法が酷似している為、T-16を操縦したことのあるパイロットならXウイングはすぐにでも乗りこなすことができるとされている（事実、同盟軍ではT-16をXウイングの練習機として使用している）。
コクピットの真下には2門のプロトン魚雷ランチャーが搭載されており、機体内部の爆弾槽に計6発を装填出来る。またこのランチャーは、震盪ミサイル等のランチャーと容易に換装可能である。しかし常に資金難である同盟軍にとっては、ミサイル等の兵器の購入は非常に重い負担となるため、通常の戦闘時には、ほぼ1組(2発)か一発も装填せずに出撃していた。デススター攻略戦の時ですら、一発も搭載していない機体があったほどである（ルークが2発搭載していたのは偶然だった）。
その優れた性能により、Xウイングは帝国軍の主力戦闘機であるTIEファイターを圧倒し、帝国軍はそのためにTIEファイターを改良したTIEインターセプターの開発を余儀なくされることになる。しかもそのTIEインターセプターでさえ、大抵の戦闘ではXウイングに勝つことができていないのも、Xウイングの高性能さを物語っているといえよう。実際、銀河内乱時、「TIEファイターがXウイングを一機撃墜できる時間があれば、XウイングはTIEを5機撃墜しているだろう」などと言われていたほどである。ただし、帝国軍が配備するTIEファイターの数はXウイングの5倍どころか数十倍、数百倍にも及ぶため、同盟軍パイロットがいかに勇敢で優れた技量を持っていても、大量に押し寄せるTIEシリーズと、技術と勇気では決して同盟軍に引けをとらない帝国パイロットを相手に過酷な戦闘を強いられ続け、敵を5機10機撃墜したところで同盟軍の劣勢が覆ることはなかった。
Xウイングは良好な機動性と強力な武装、十分な防御能力を備えた戦闘機であり、Z-95ヘッドハンター、Yウイングなどの旧式戦闘機に頼っていた同盟軍にとって、初めて帝国軍新鋭戦闘機を凌駕する性能を持つ機体である。しかしその反面、高性能かつ余りにも多機能な点が災いし、戦闘機としては非常に高価な機体になった。
素晴らしい操縦性の反面、お世辞にも整備性の良い兵器とは言い難く、その複雑極まる精緻な内部構造は常に資金難にあえぐ同盟軍およびその整備兵を苦しめ続けた。作戦のたびにただでさえ足りない機体を全機稼働状態にすべく、整備に追われることとなったのである。結局同盟軍は銀河内乱の最後まで、潤沢な機数のXウイング部隊を持つことはできなかった。それでも現場の評価は非常に高かったが、同盟軍のスポンサーの中には劣勢な反乱同盟軍が主力戦闘機とするにはあまりにも高級機過ぎるのではないかという声もあった。
また、その高価さ、多機能さ故に搭乗員が脱出を躊躇うという事例がしばしば見られた。前述の通り、同盟軍にとって非常に高価で貴重な主力戦闘機であり、さらに輸送船の不足を補うために、脱出戦闘などでは機内コンテナに積み込めるだけの重要物資や応急処置用予備パーツを積んでいることも多かったのである（もっとも、スペアパーツ・ボックス内のパーツを放棄してダミーやフレアの代用として使う戦術もあったのだが）。このため優秀な脱出装置が備わっているにも拘らず、被弾時にギリギリまで機体を放棄することをためらい、結果として戦死してしまうパイロットが後を絶たなかった。常に優勢な帝国軍の攻勢を受け続けており、パイロットが皆歴戦のベテラン揃いだったため、自分の機体に少なからず愛着があったのも機と共に散ってしまう傾向に拍車をかけていたようである。一方、帝国軍ではパイロットと機体は固定されていない（いつも違う機体に乗り込んでいる）関係上、パイロットはTIEファイターという機種には誇りをもっていても機体そのものに愛着はなかったため、可能な状況であれば脱出をためらわなかった。
Xウイングはその後数十年に渡って反乱同盟軍/新共和国の主力戦闘機として使用され、のちにXJ型、ジェダイ専用機ステルスXなどの改良機も開発されている。後期のXウイングはその整備性の悪さや性能が改善されている。

## 備考
Xウイングという名前の由来は、1980年代にシコルスキー・エアクラフトが実験的に開発したヘリコプターと固定翼の複合した飛行機の名前シコルスキー Xウイングではないかという指摘もあるが、『スター・ウォーズ』が1977年米公開の映画であり、公開時から「X-wing」と表記されていた上、次回作『帝国の逆襲（1980米公開）』から劇中にもその名が出てくる点から、上記の指摘は正しくないと思われる。スター・ウォーズシリーズの反乱同盟軍の宇宙戦闘機は全て、機体の形を表すアルファベットに「ウイング」が続く名前になっており（Y-wing等）、単にその法則に則っただけと推測される。